# DF-31

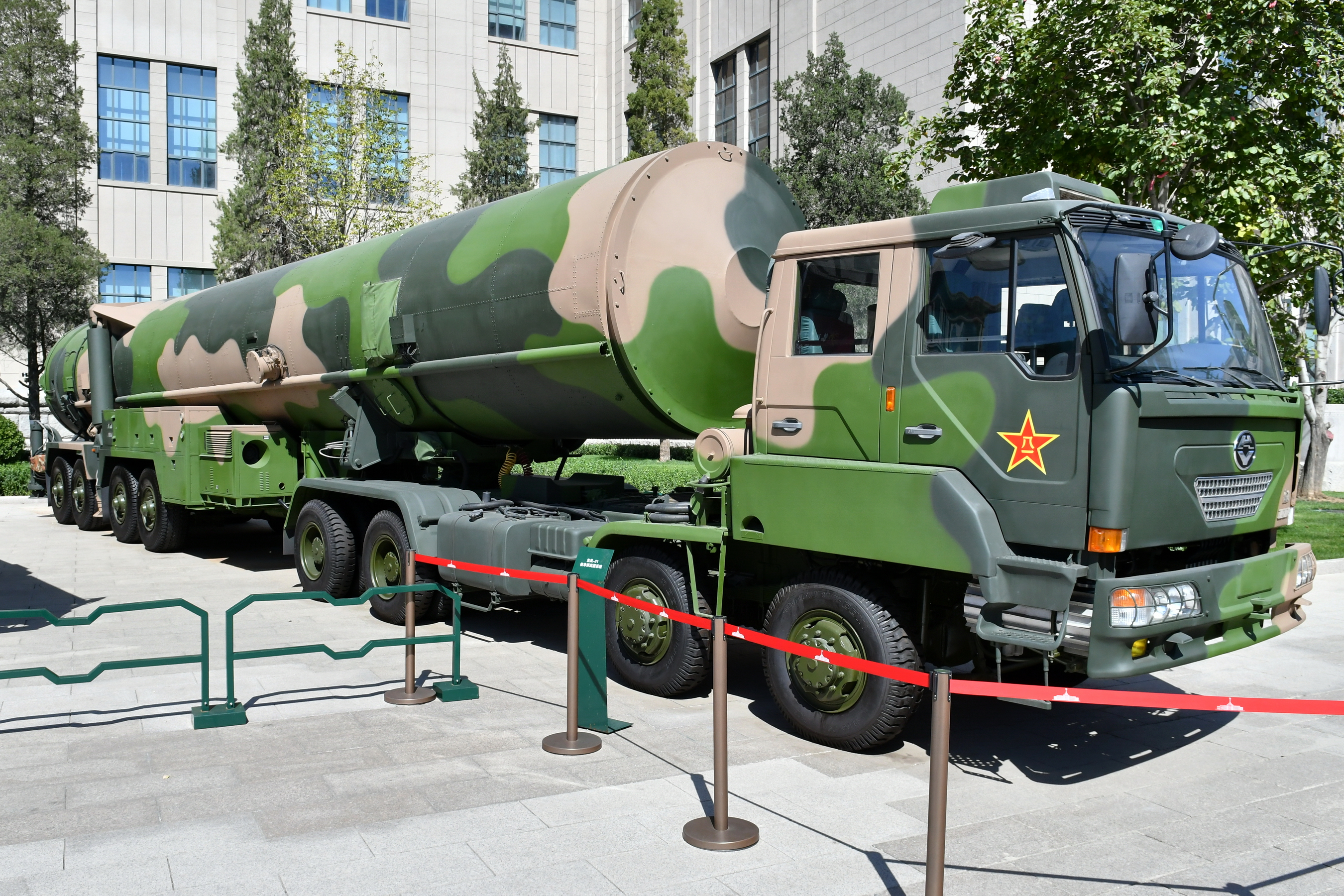
DF-31 esposto presso il museo militare della rivoluzione del popolo cinese

Il DF-31  CSS-10  è un missile cinese, un ICBM molto leggero con una gittata massima variamente stimata in 3.000–8.000 km. 
Esso pesa solo 20 ton, è bistadio, ha una sola testata nucleare e può essere basato sia su sottomarini lanciamissili che su piattaforme terrestri. 
Somiglia, come anche gli altri missili strategici cinesi più recenti, ai vettori spaziali della serie 'Lunga marcia'.